# Julien Péridier
Julien Péridier (1882 – 19 de abril de 1967) foi um engenheiro eletricista e astrônomo amador francês. Foi oficial da Ordem Nacional da Legião de Honra. Fundou em 1933 um observatório particular em Le Houga (Gers), França. Após sua morte sua biblioteca e instrumentos foram adquiridos pelo Observatório McDonald da Universidade do Texas para uso no ensino de astronomia.
O telescópio refrator duplo de 8 polegadas em Le Houga foi usado extensivamente para estudo de planetas e ensino de jovens astrônomos.
Em 1959 seu observatório foi parte de uma campanha observacional relacionada a uma ocultação de regulus por Vênus. A equipe do Harvard College Observatory em Le Houga foi liderada por Gérard de Vaucouleurs, que colaborou previamente com Péridier em estudos no observatório. O sucesso do trabalho de 1959 deu início a uma colaboração de cinco anos com a NASA sobre fotometria da lua e planetas usando um telescópio refletor de 12 polegadas.

## Obituário
- PASP 79 (1967) 379